# Oxydothis nypicola
Oxydothis nypicola är en svampart som beskrevs av K.D. Hyde 1994. Oxydothis nypicola ingår i släktet Oxydothis, ordningen kolkärnsvampar, klassen Sordariomycetes, divisionen sporsäcksvampar och riket svampar.   Inga underarter finns listade i Catalogue of Life.